# Bocairent
Bocairent (spanisch Bocairente) ist eine Gemeinde mit 4.148 Einwohnern (Stand: 2024) in der spanischen Provinz Valencia. Sie befindet sich in der Comarca Vall d’Albaida.

## Geografie
Bocairent liegt etwa 88 Kilometer südsüdwestlich von Valencia in einer Höhe von ca. 680 m im Parque Natural de la Sierra de Mariola.

## Demografie
| 1857 | 1900 | 1930 | 1950 | 1970 | 1981 | 1991 | 2001 | 2011 | 2021 |
| ---- | ---- | ---- | ---- | ---- | ---- | ---- | ---- | ---- | ---- |
| 4516 | 3971 | 3504 | 3961 | 4584 | 4881 | 4661 | 4496 | 4454 | 4101 |

## Sehenswürdigkeiten
- Kirche Mariä Himmelfahrt (Iglesia de Nuestra Senora de la Asunción) aus dem 18. Jahrhundert
- Antoniuskapelle
- Johannes-der-Täufer-Kapelle
- Marienkapelle
- Maurische Höhlen, vermutlich als Getreidespeicher genutzt

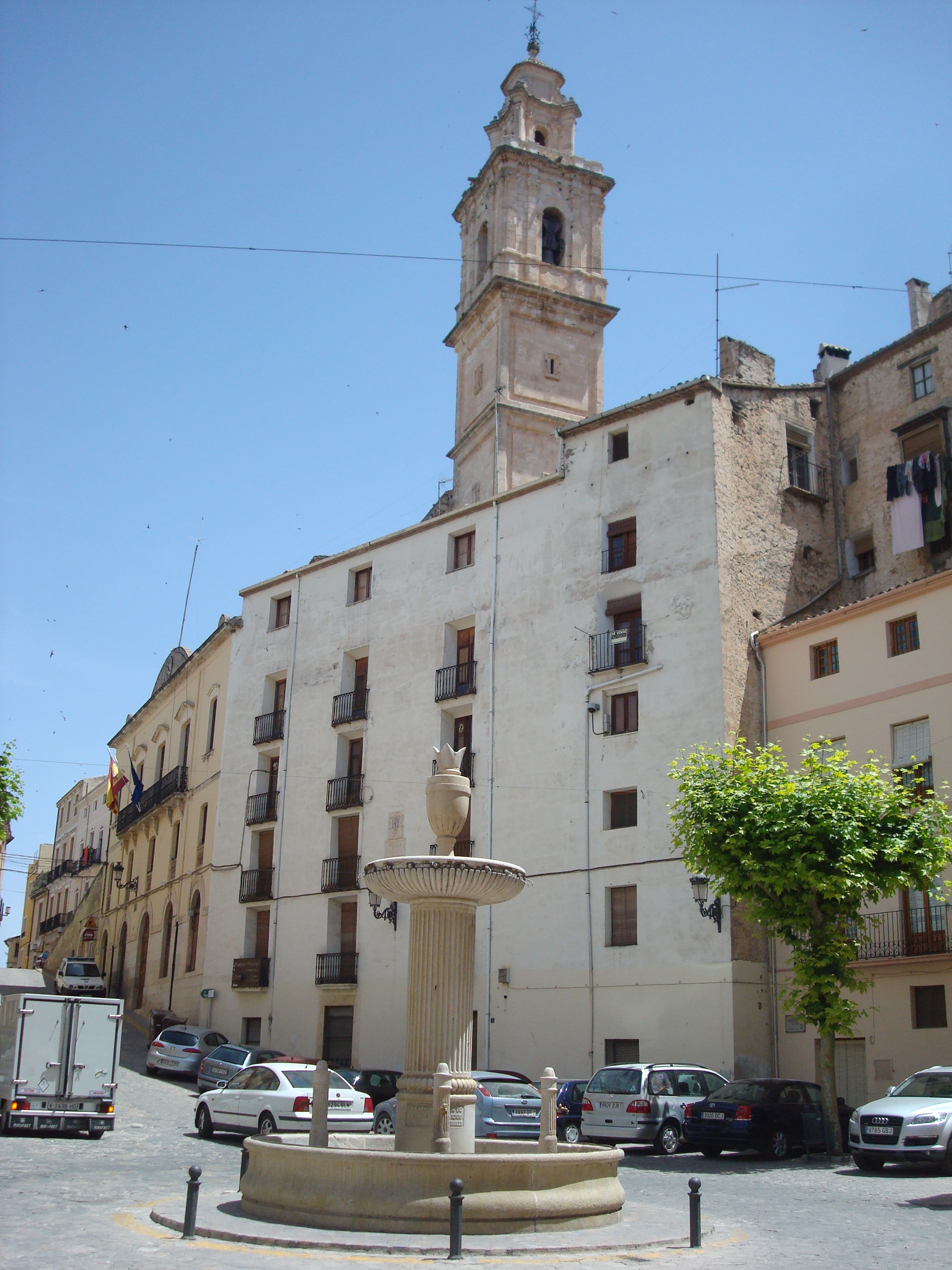
Kirche Mariä Himmelfahrt
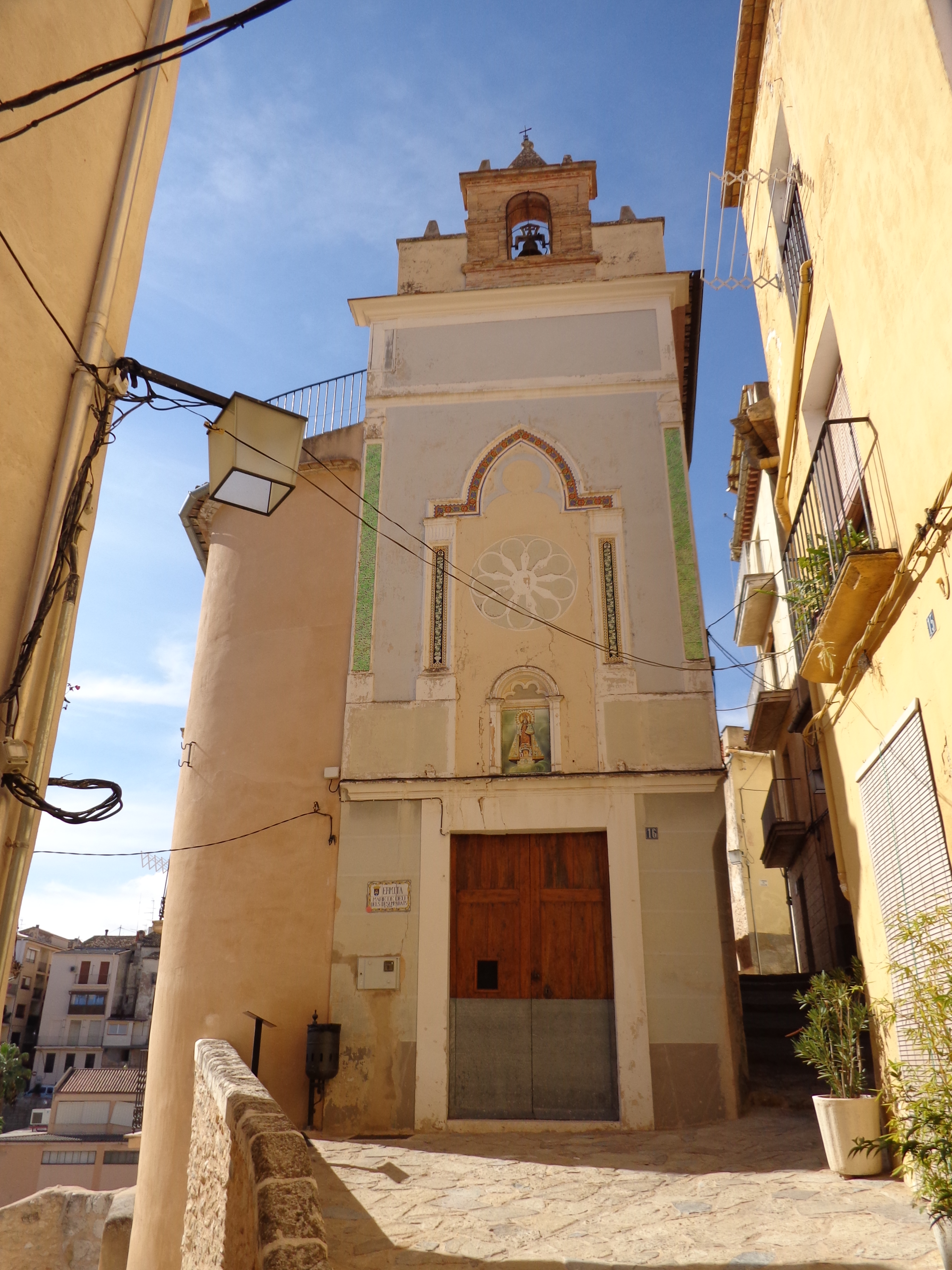
Marienkapelle
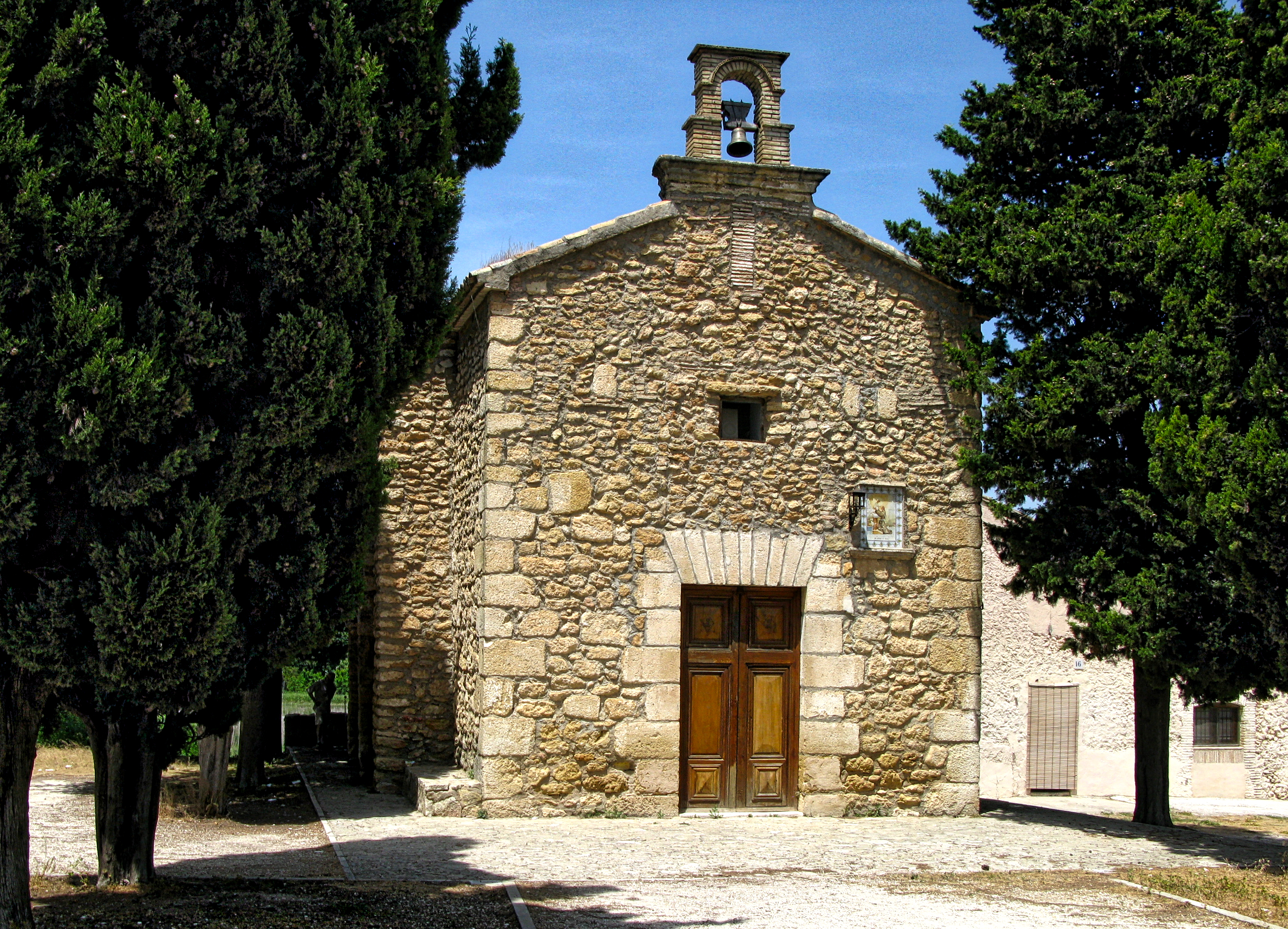
Antoniuskapelle
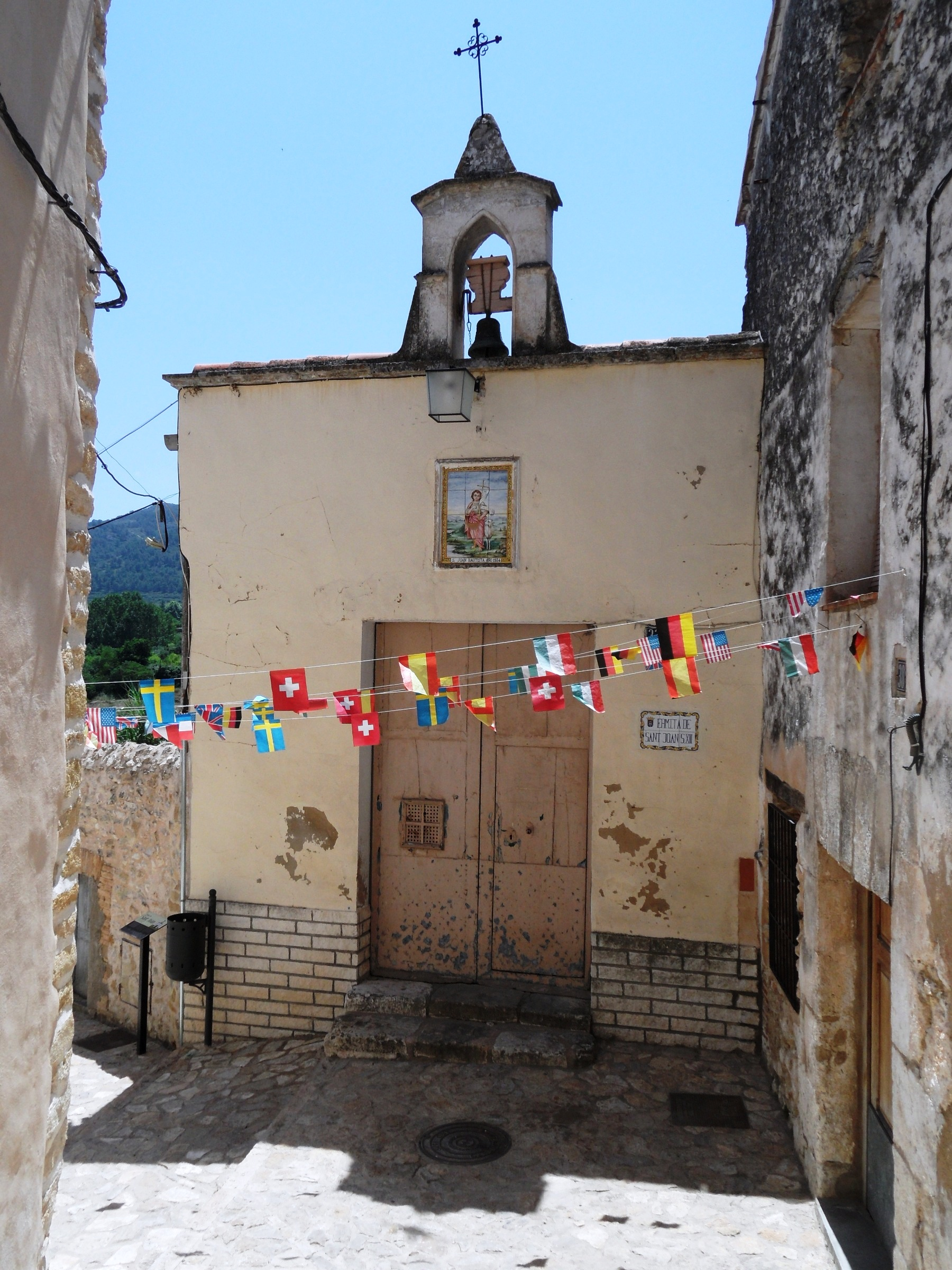
Johannes-der-Täufer-Kapelle
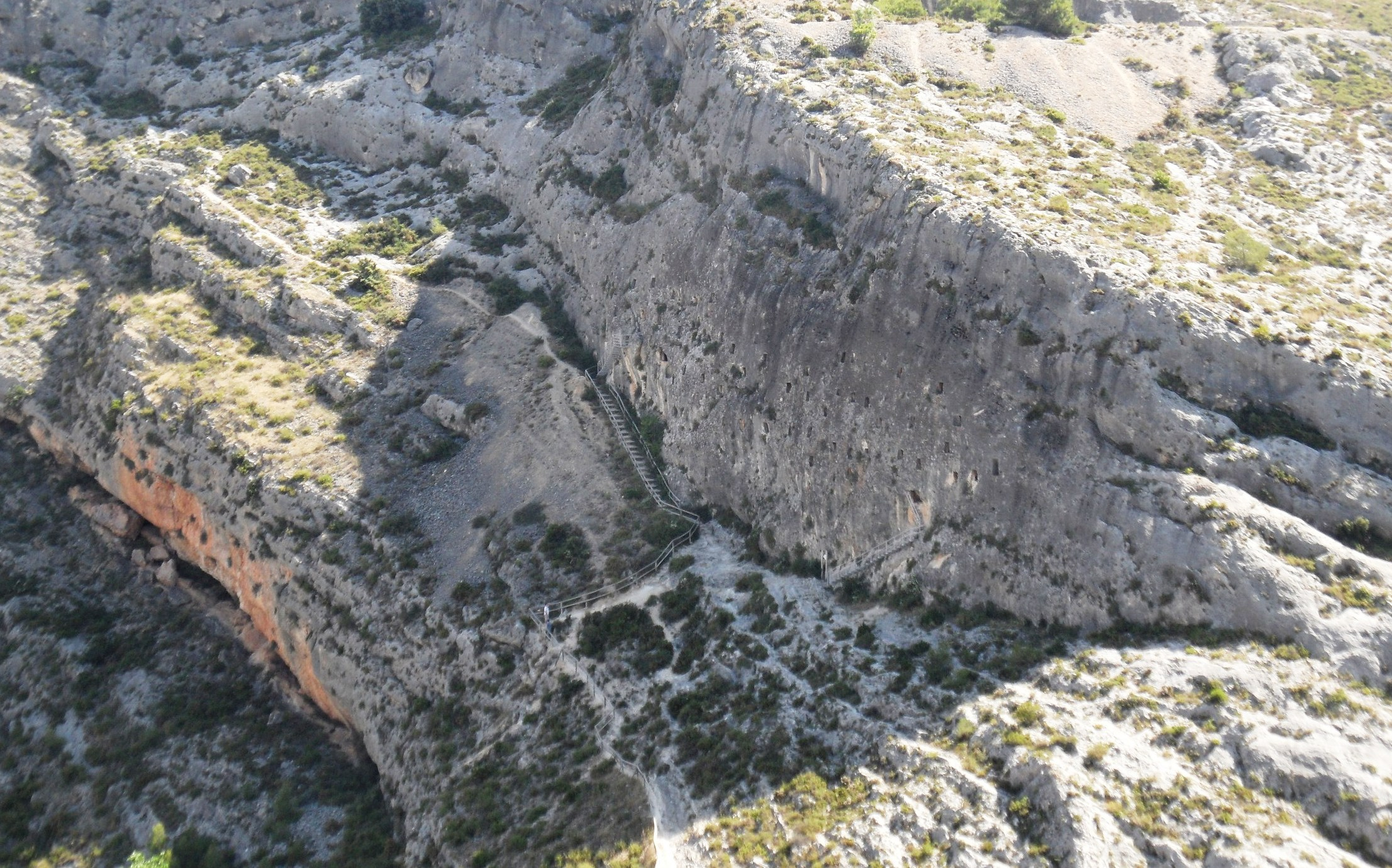
Maurische Höhlen

## Persönlichkeiten
- Cristóbal Lloréns (um 1553–1617), Maler
- Blai Maria Colomer (1840–1917), Pianist und Komponist
- Tomasa Ortiz Real (genannt Piedad de la Cruz, 1842–1916), Priester, Gründer der Salesianischen Schwestern
- Eduardo Vañó Pastor (1911–1993), Karikaturist